# Sombre Mardi
Sombre Mardi (titre original : Grim Tuesday) est le deuxième tome de la série littéraire australienne Les Sept Clefs du pouvoir, écrite par Garth Nix. L'action se déroule sur la Terre ainsi que dans les Confins Extrêmes.

## Résumé du roman
Après avoir vaincu Maître Lundi, Arthur se rend dans les Confins Extrêmes. Là, il va se faire passer pour un autochtone. Il descend dans une mine de Rien accompagné par Japet, un jeune autochtone. Pendant qu’Arthur et Japet faisaient une pause, Suzy Turquoise Bleue arrive et aide Arthur à partir. Ils arrivent sur une pyramide en verre où Arthur se casse la jambe. Aidé par le Marin, ils libèrent le second fragment du testament et récupèrent la Clef Second ; Arthur doit alors descendre dans la mine pour boucher un trou d'où du Rien s’infiltre. Il arrive enfin à revenir chez lui mais pas pour longtemps…